# Queenstown (Maryland)
La ville de Queenstown est située dans le comté de Queen Anne, dans l’État du Maryland, aux États-Unis. Sa population s’élevait à 705 habitants lors du recensement de 2020.